# 小行星8302
小行星8302（英語：8302 Kazukin）是一颗围绕太阳公转的小行星。1995年2月3日，小林隆男在大泉町发现了此天体。
这颗小行星的绝对星等为285.5225041062425等。